# Rudolf Jindrák

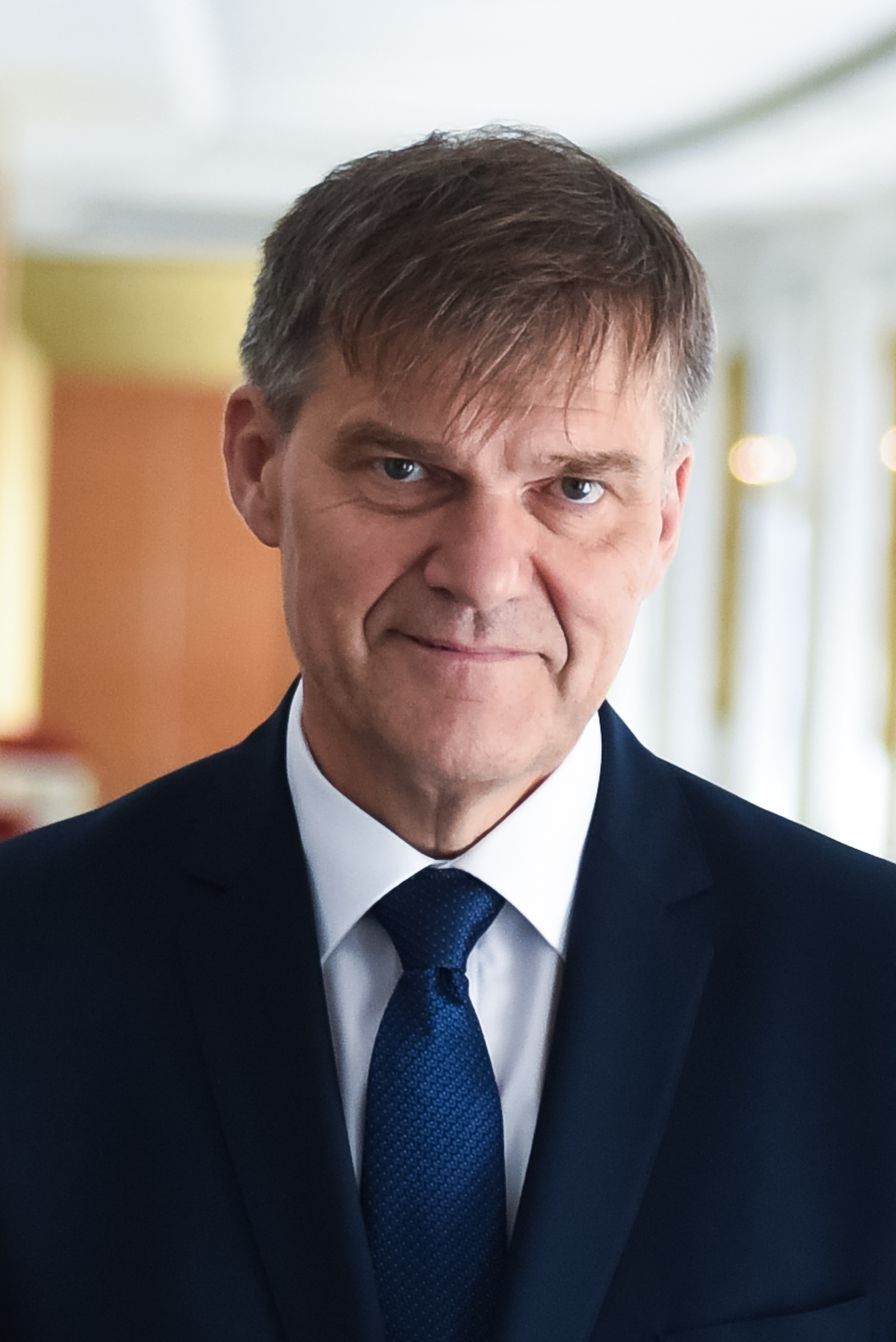
Rudolf Jindrák

Rudolf Jindrák (* 25. Januar 1964 in Prag) ist ein tschechischer Diplomat. Seit 2023 ist er tschechischer Botschafter in der Slowakei.

## Leben
Jindrák absolvierte das Gymnasium in Říčany und studierte im Anschluss an der Juristischen Fakultät der Karls-Universität Prag. Dieses Studium schloss er 1986 ab, 1987 promovierte er, ebenfalls an der Karls-Universität, zum Dr. jur.
1986 wurde er Mitarbeiter des Konsularreferats des Ministeriums für Auswärtige Angelegenheiten der Tschechoslowakei. 1990 wurde er zum Leiter des Unterreferats für die Staaten in West- und Zentraleuropa im Konsularreferat des Ministeriums für Auswärtige Angelegenheiten befördert.
1991 wurde er Konsul im Generalkonsulat der Tschechoslowakei in München. Ab 1993 hatte er den Rang eines Generalkonsuls.
1995 wurde er Leiter des Ersten Länderreferats des Ministeriums für Auswärtige Angelegenheiten der Tschechischen Republik. Er war damit zuständig für die bilateralen Beziehungen zu Deutschland, Österreich, der Slowakei, Polen, Ungarn, Slowenien, der Schweiz und Liechtenstein. Leiter der Sektion Rechts- und Konsularangelegenheiten des Ministeriums für Auswärtige Angelegenheiten der Tschechischen Republik wurde er 1907.
1998 wurde er außerordentlicher und bevollmächtigter Botschafter der Tschechischen Republik in Ungarn. Stellvertretender Minister für Auswärtige Angelegenheiten der Tschechischen Republik war er zwischen dem 8. Oktober 2001 und dem 20. April 2004. Anschließend war er vom 19. Mai 2004 bis 2006 außerordentlicher und bevollmächtigter Botschafter der Tschechischen Republik in Österreich. Am 11. Dezember 2006 folgte seine Ernennung zum außerordentlichen und bevollmächtigten Botschafter der Tschechischen Republik in der Bundesrepublik Deutschland. Zwischen dem 25. August 2014 und dem 14. Juni 2015 war er wieder Stellvertretender Minister für Auswärtige Angelegenheiten der Tschechischen Republik.
Danach war er Berater von Premierminister Bohuslav Sobotka und galt als möglicher Botschafter für die Slowakei. Von März 2017 bis 2023 war Jindrák Direktor der Auslandsabteilung der tschechischen Präsidentschaftskanzlei (Kancelář prezidenta republiky).

## Privat
Er hat mit seiner Frau Lenka Jindráková zwei Töchter.

## Ehrungen
- 2012: Kulturpreis Karl IV. des Kulturvereins Aachen-Prag
- 2013: Kunstpreis zur deutsch-tschechischen Verständigung
- 2013: Bayerischer Verdienstorden
- 2014: Großes Bundesverdienstkreuz mit Stern
- 2017: Ehrenbürger der Stadt Cheb[3]